# Nea Salamina Famagusta (piłka siatkowa mężczyzn)
Nea Salamina Famagusta (nowogr. Νέα Σαλαμίνα Αμμοχώστου translit. Néa Salamína Ammochṓstou) – cypryjski klub siatkarski z siedzibą w mieście Limassol. Założony w 1976 roku. Obecnie gra w najwyższym poziomie rozgrywek klubowych na Cyprze.
Jest jedną z sekcji klubu sportowego Nea Salamina Famagusta.

## Historia
Nea Salamina prowadziła zajęcia z siatkówki od powstania klubu. Od 1954 r. Nea Salamina organizowała letnie amatorskie ligi i puchary, które przyciągały tłumy. W turnieju wzięły udział drużyny z regionu (Nea Salamina, Anorthosis, Anagennisi Dherynia, Maraton Kato Varosha, ENAD Agios Memnon).
Po inwazji tureckiej w 1974 roku cały klub został przeniesiony z Famagusty do Limassol. Właśnie tam w 1975 roku Nikis Georgiou zaproponował utworzenie drużyny siatkarskiej w celu zachowania bytu klubu. Drużyna powstała w 1976 roku. Jest jednym z 20 klubów-założycieli Cypryjskiej Federacji Piłki Siatkowej w 1978 roku. W swoim pierwszym sezonie w Protathlima A'Kategorias zajęła drugie miejsce. Tę samą pozycję drużyna zajęła w latach 1981 i 1983. W 1983 roku klub wygrał pierwszy pucharowy finał, pokonując Anorthosis 3:1. W sezonie 1989/90 zdobył pierwsze mistrzostwo w swojej historii. W tym samym czasie wygrał Puchar po raz drugi. W latach 1998–2003 absolutnie zdominował cypryjskie rozgrywki ligowe, wygrywając 6 kolejnych mistrzostw, co jest rekordem w historii Mistrzostw Cypru. Trenerem zespołu przez cały czas był Antonis Constantinou. W wyniku tego sukcesu zespół jest również nazywany Królową siatkówki na Cyprze.

## Osiągnięcia
- Mistrz Cypru (9 raz): 1989/90, 1990/91, 1997/98, 1998/99, 1999/2000, 2000/01, 2001/02, 2002/03, 2012/13
- Wicemistrzostwo Cypru (6 razy): 1978, 1980/81, 1982/83, 1993/94, 2003/04, 2007/08
- III miejsce Mistrzostw Cypru (12 razy): 1979/80, 1981/82, 1985/86, 1987/88, 1988/89, 1991/92, 1992/93, 1995/96, 2010/11, 2011/12, 2016/17, 2017/18
- Puchar Cypru (8 razy): 1982/83, 1989/90, 1991/92, 1999/2000, 2000/01, 2001/02, 2002/03, 2010/11
- Finał Pucharu Cypru (7 razy): 1987/88, 1988/89, 1990/91, 1992/93, 1993/94, 2004/05, 2015/16
- Superpuchar Cypru (6 razy): 1998, 1999, 2000, 2001, 2002, 2003
- Finał Superpucharu Cypru (3 razy): 1993, 1994, 2005

## Bilans sezon po sezonie
|  | Legenda do kolumny pucharów: - Q – runda eliminacyjna, 1/16, 1/8, 1/4, 1/2 – odpowiednia faza rozgrywek, Grupa – runda grupowa, 1r – pierwsza runda, 2r – druga runda, F – finał, R – runda, PO – play-off - z. – złoty set, los. – losowanie, s. – lepszy bilans setów |

### XXI wiek
| Sezon     | Liga          | Miejsce | Puchar Cypru / Puchary europejskie    |
| --------- | ------------- | ------- | ------------------------------------- |
| 2000/2001 | A’ Kategorias | 1       | Puchar Cypru / Grupa P. CEV           |
| 2001/2002 | A’ Kategorias | 1       | Puchar Cypru / 1r Q P. TT 1r Q P. CEV |
| 2002/2003 | A’ Kategorias | 1       | Puchar Cypru / Grupa P. TT            |
| 2003/2004 | A’ Kategorias | 2       | Grupa P. TT                           |
| 2004/2005 | A’ Kategorias | 5       | Grupa P. CEV                          |
| 2005/2006 | A’ Kategorias | 6       | Grupa P. TT                           |
| 2006/2007 | A’ Kategorias | 8       | -                                     |
| 2007/2008 | A’ Kategorias | 2       | -                                     |
| 2008/2009 | A’ Kategorias | 5       | -                                     |
| 2009/2010 | A’ Kategorias | 4       | -                                     |
| 2010/2011 | A’ Kategorias | 3       | Puchar Cypru                          |
| 2011/2012 | A’ Kategorias | 3       | 1/8 P. Ch                             |
| 2012/2013 | A’ Kategorias | 1       | 2r Q P. Ch                            |
| 2013/2014 | A’ Kategorias | 4       | 2r Q P. Ch                            |
| 2014/2015 | A’ Kategorias | 5       | -                                     |
| 2015/2016 | A’ Kategorias | 7       | -                                     |
| 2016/2017 | A’ Kategorias | 3       | -                                     |
| 2017/2018 | A’ Kategorias | 3-4     | 2r Q P. Ch                            |

Poziom rozgrywek:
     pierwszy, najwyższy ogólnokrajowy
     drugi
     trzeci
     czwarty